# 臼之浦線
臼之浦線（日语：／ Usunoura sen */?）是一條連接長崎縣北松浦郡佐佐町佐佐站與長崎縣北松浦郡小佐佐町（現在為佐世保市）臼之浦站的鐵路線，由日本國有鐵道（國鐵）營運。在1971年停運。

## 路線資料（廢止時）
- 路線距離（營業距離）：3.8公里
- 軌距：1,067毫米
- 站數：2個（包括起終點站）
- 複線路段：沒有（全線單線）
- 電氣化路段：沒有（全線非電氣化）

## 历史
1931年，为运输从臼之浦港装运的煤炭，佐世保铁道于同年建设了一条连接北陆臼之浦港的轻便铁路（轨距762 mm）。1936年，该线伴随佐世保铁道国有化，成为铁道省（国有铁道）松浦线所属的无名支线。
1944年，由于松浦线的改轨和一部分走向变更，本線的起点兼同松浦线的换乘站由四井樋站改為佐佐站。1945年，随着松浦线轨距改为1,067 mm，该线遂从松浦线分离，改名为臼之浦线。然而，由于煤矿关闭导致的衰退，该线仅有使用铁路巴士Kiha 10000型（Kiha 02型）开行的少量班次。
1968年，此線的運輸量開始下降，此線與同为松浦線支線的世知原線被列入赤字83線之中，最後於1971年廢止。
- 1931年（昭和6年）
  - 8月29日：佐世保鐵道（實盛谷 - ）四指至臼之浦之間 (2.9km) 開業，新設四指、臼之浦車站，新設黑石、大悲觀停車站。
  - 12月27日：四指至佐佐之間 (1.7km) 開業，新設佐佐站。
- 1936年（昭和11年）10月1日：佐世保鐵道被國有化，成為松浦線的支線，四指站改名為四井樋站，黑石站改名為肥前黑石站。
- 1944年（昭和19年）4月13日：肥前黑石站、大悲觀站停用，終站由四井樋站變為佐佐站。
- 1945年（昭和20年）3月1日：佐佐至臼之浦之間 (3.8km) 與松浦線分離，成為獨立路線，名為臼之浦線。
- 1971年（昭和46年）
  - 4月1日：全線 (3.8km) 的貨物運輸停止。
  - 12月26日：全線 (3.8km) 廢止。

## 車站列表
全线皆位于长崎县北松浦郡佐佐町内。接续路线等以臼之浦线废除时为准。
| 中文站名 | 日文站名 | 英文站名 | 站間距離 | 營業距離 | 接續路線             |
| -------- | -------- | -------- | -------- | -------- | -------------------- |
| 佐佐     |          |          | -        | 0.0      | 日本國有鐵道：松浦線 |
| 臼之浦   |          |          | 3.8      | 3.8      |                      |

- 佐佐 - 臼之浦区间曾存在肥前黑石站和大悲观站，直至其于1944年废除。
- 直至1944年为止，臼之浦的起点站都为四井樋站。

## 連接路線
- 佐佐站：松浦線